# Schloss Vilssöhl

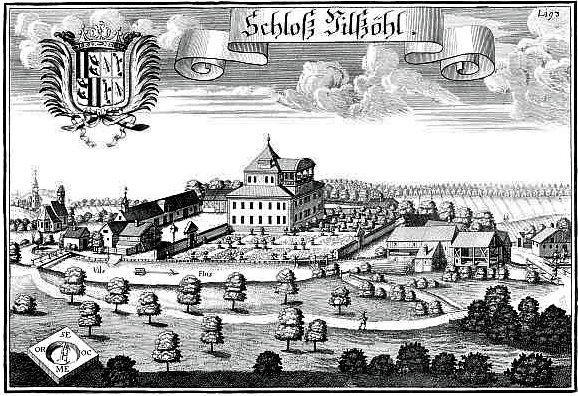
Schloss Vilssöhl mit dem Wappen der Fraunhofer nach einem Stich von Michael Wening (1726)

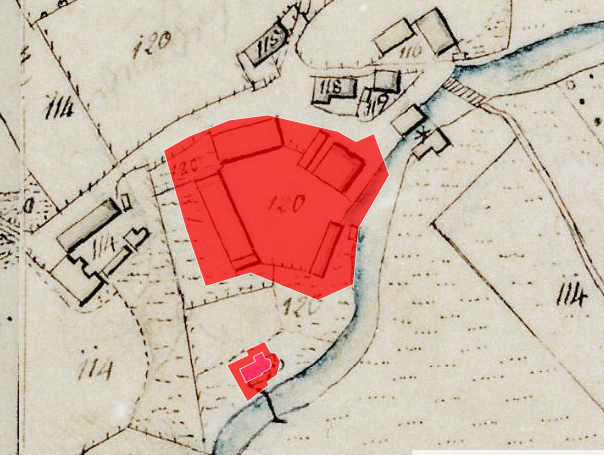
Lageplan von Schloss Vilssöhl auf dem Urkataster von Bayern von (1812)

Das abgegangene Schloss Vilssöhl lag in Vilssöhl, heute einem Gemeindeteil der niederbayerischen Marktes Velden im Landkreis Landshut. Das Schloss lag ca. 100 m nördlich von der Kirche St. Erasmus von Vilssöhl. Die Anlage wird als Bodendenkmal unter der Aktennummer D-2-7639-0102 als „untertägige mittelalterliche und frühneuzeitliche Befunde im Bereich des abgegangenen Hofmarksschlosses in Vilssöhl, darunter Spuren von Nebengebäuden, Vorgängerbauten bzw. älterer Bauphasen“ geführt.

## Beschreibung
Der Gebäudekomplex des Schlosses lag unmittelbar an der Großen Vils, die hier von zwei Brücken überquert wurde. 1723 wurde das Schloss von Grund auf neu erbaut. Das zweigeschossige Hofmarksschloss besaß einen Aufbau mit einem Zeltdach und einer offenen Altane. Der Schlossbereich war mit einer einfachen Mauer umgeben mit Zugängen vom Süden und vom Norden. Im südlichen Bereich schlossen mehrere Wirtschaftsgebäude an; von hier aus bestanden Übergänge über die Große Vils. Am 18. Oktober 1887 ist das Schloss „durch ruchlose Hand“ völlig abgebrannt und wurde 1888 durch die Müllerseheleute Johann und Franziska Oberhofer als Gutshof wieder errichtet.

## Geschichte
Der Name Vilssöhl setzt sich aus der Flussbezeichnung der Vils und dem Namensbestandteil Söl, Sel bzw. Söhl zusammen, der eine morastige Stelle bezeichnet. Im Herzogsurbar von 1231/34 wird Sel im Schergenamt zu Biburch mit drei Bauernhöfen und zwei Mühlen genannt. Im zweiten Herzogsurbar von 1301/04 wird Vilssöhl dem Vitztumamt Pfarrkirchen und dem Piburger Gericht zugeordnet, aber es werden hier nur mehr ein Bauernhof und eine Mühle genannt. Vilssöhl war im Besitz der Landshuter Herzöge und wurde von ihnen als Lehen vergeben. 1426 wird hier Wilhelm Reigker zu Söll genannt, der mit Barbara Holzhauser verheiratet war. Das Niedergericht der Hofmark Vilssöhl übten seit 1443 die Reikker aus, die auch das benachbarte Biedenbach besaßen. Das „Verzeichnis der Hofmarken der Hofmarken und Sitze im Landgericht Biburg“ von 1506 nennt den „Sitz Villsöl“ im Besitz der Egker, 1509 und 1518 wird Max Eckher zu Vilssöhl genannt, verheiratet mit einer Haushaimerin, die am 5. Juni 1523 verstirbt. 1580 gehörte der aus zwei Bauernhöfen und einer Mühle bestehende Sitz dem Hans Heinrich Ätzinger. Dieser verkaufte den Sitz am 20. Januar 1594 an Stephan Schleich auf Haarbach, Rentmeister zu Landshut. 1603 erhielt Schleich gegen Tausch mit einem Hof in Unterwattenbach den Sitz Vilssöhl zum freien Eigentum. Er verstarb am 25. Februar 1610 und wurde in der Schleichschen Grabkapelle in St. Martin zu Landshut begraben. Ihm folgte Hans Virgilius von Schleich. Dessen Sohn Johann Joachim Schleich verkaufte am 9. September 1685 den Sitz mit seinen Pertinenzen an seinen Haarbacher Vetter, Johann Ludwig Schleich auf Achdorf. Dessen Sohn Ferdinand Pangraz verkaufte den Sitz 1696 an Johann Franz Ignaz von Alt- und Neufraunhofen.
Am 31. Januar 1808 kaufte der Bauer Georg Ecker die Schlossökonomie mitsamt dem Schloss und der Mahl-, Säge- und Ölmühle sowie allen Fahrnissen und dem Fischwasser um 24.000 Gulden. Die Gerichtsbarkeit mit Sitz Neufraunhofen verblieb bei den Fraunhofern. Auf den Josef Ecker folgte am 8. Juli 1862 auf dem Kaufweg Michael Oberhofer, der 1866/67 den Neubau der Mühle veranlasste. Am 10. Mai 1907 erwarben Georg und Therese Kammermeier den Besitz. Deren Sohn Georg Kammermeier ist am 31. Juli 1917 in Flandern gefallen.